# 梅里约
梅里约（法語：Mérilheu，法語發音：[meʁijø]）是法国上比利牛斯省的一个市镇，属于巴涅尔德比戈尔区。

## 地理
梅里约（43°5'38"N, 0°10'31"E）面积3.38 平方千米，位于法国奧克西塔尼大區上比利牛斯省，该省份为法国西南部内陆省份，北至热尔省，西接大西洋比利牛斯省，南与西班牙接壤，东临上加龙省。
与梅里约接壤的市镇（或旧市镇、城区）包括：奥里尼亚克、阿热莱斯巴涅尔、巴涅尔德比戈尔、锡约塔、欧邦。

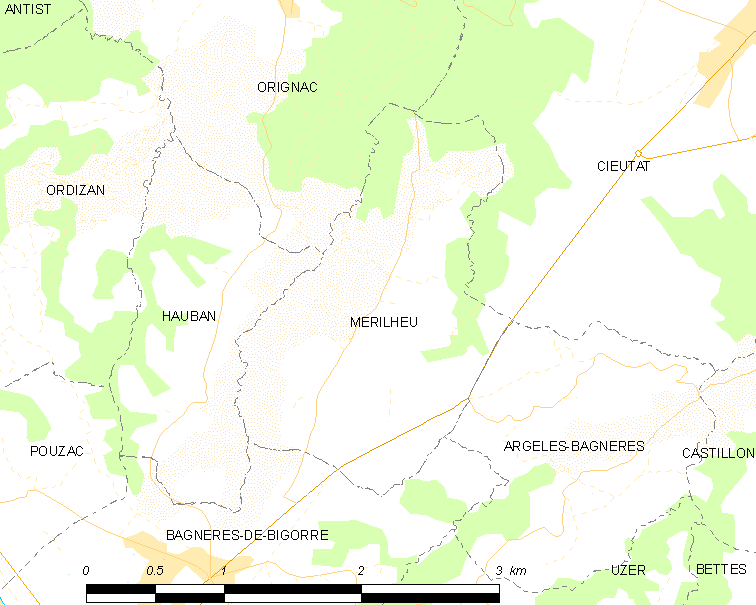
梅里约的OSM定位图

梅里约的时区为UTC+01:00、UTC+02:00（夏令时）。

## 行政
梅里约的邮政编码为65200，INSEE市镇编码为65310。

## 政治
梅里约所属的省级选区为阿罗斯河与巴伊斯河谷县。

## 人口

1962-2008年间梅里约人口变化图示

梅里约于2022年1月1日时的人口数量为232人。